# Atletismo nos Jogos Pan-Americanos de 1999 - Lançamento de martelo masculino
A prova do lançamento de martelo masculino nos Jogos Pan-Americanos de 1999 foi realizada em 27 de julho de 1999.

## Medalhistas
| Ouro                          | Prata                            | Bronze                           |
| Lance Deal USA Estados Unidos | Kevin McMahon USA Estados Unidos | Juan Ignacio Cerra ARG Argentina |

### Final
| Posição           | Nome               | Nacionalidade      | Marca | Notas |
| ----------------- | ------------------ | ------------------ | ----- | ----- |
| Medalha de ouro   | Lance Deal         | USA Estados Unidos | 79.61 | PR    |
| Medalha de prata  | Kevin McMahon      | USA Estados Unidos | 73.41 |       |
| Medalha de bronze | Juan Ignacio Cerra | ARG Argentina      | 70.68 |       |
| 4                 | John Stoikos       | CAN Canadá         | 67.18 |       |
| 5                 | Adrián Marzo       | ARG Argentina      | 65.55 |       |